# Gonneville
För andra betydelser, se Gonneville (olika betydelser).
Gonneville är en kommun i departementet Manche i regionen Normandie i norra Frankrike. Kommunen ligger i kantonen Saint-Pierre-Église som tillhör arrondissementet Cherbourg. År 2018 hade Gonneville 879 invånare.

## Befolkningsutveckling
Antalet invånare i kommunen Gonneville
| Referens: INSEE |